# 河合村立保小学校横谷分校
河合村立保小学校横谷分校（かわいそんりつ ほしょうがっこう　よこだにぶんこう）は、かつて岐阜県吉城郡河合村（現・飛騨市河合町）に存在した公立小学校の分校。

## 概要
- 吉城郡河合村（現・飛騨市河合町）の保小学校の分校であった。1959年時点の児童数は10名。
- 校区は河合村大字保の横谷（神通川水系小鳥川の支流）の上流部に、戦後開拓で開かれた横谷地区であった。1969年、本校の保小学校が下小鳥ダムのダム湖（下小鳥湖）に沈むことにより元田小学校[注釈 2]に統合されたため、河合村立元田小学校横谷分校となった。横谷地区は水没する地域ではなかったが、下小鳥ダムにより交通面で隔離されることもあり、住民が全員離村したため、1970年に廃校となった。

## 沿革
- 1951年（昭和26年） - 河合村立保小学校横谷分校として開校。
- 1969年（昭和44年）3月 - 本校の保小学校が元田小学校に統合され廃校。横谷分校は元田小学校に移管され、河合村立元田小学校横谷分校となる。
- 1970年（昭和45年）3月 - 廃校。